# در جستجوی ویوین مایر
«در جستجوی ویوین مایر» (انگلیسی: Finding Vivian Maier) فیلمی آمریکایی در سبک مستند و زندگینامه‌ای است که در سال ۲۰۱۳ منتشر شد.